# Pediobius nigriviridis
Pediobius nigriviridis är en stekelart som först beskrevs av Girault 1913.  Pediobius nigriviridis ingår i släktet Pediobius och familjen finglanssteklar. Inga underarter finns listade i Catalogue of Life.